# 群馬県立大間々高等学校
群馬県立大間々高等学校（ぐんまけんりつ おおままこうとうがっこう）は、群馬県みどり市大間々町桐原にある県立高等学校。

## 概要
みどり市に所在する唯一の高等学校で、大間々市街地を一望できる河岸段丘上に位置する。群馬県内で初めて単位制を導入した高等学校である。

## 歴史
- 1900年（明治33年）4月 - 共立普通学校として創立する。初代校長井上浦造、教室は山田郡大間々町桐原の本要寺の一室だった。
- 1902年（明治35年）11月 - 大間々尋常高等小学校の南隣（現在地）に移転。
- 1923年（大正12年）4月14日 - 大間々町立大間々実科女学校創立。
- 1936年（昭和11年） - 大間々実科女学校が大間々高等実科女学校となる。
- 1938年（昭和13年） - 共立普通学校が大間々町立大間々農業学校となる。
- 1948年（昭和23年）
  - 4月 - 大間々高等実科女学校を編入し、群馬県立大間々高等学校となる。農業科（男子）、農村家庭科（女子、1952年に家庭科に変更）の2学科を置いた。
  - 9月 - 定時制（夜間農業科）設置。
- 1949年（昭和24年）4月 - 普通科設置。
- 1964年（昭和39年） - 農業科廃止。
- 1994年（平成6年） - 制服が、男子がブレザーに、女子がボレロタイプに変更される。
- 1996年（平成8年） - 定時制廃止。
- 1998年（平成10年） - 県内初の全日制単位制高校となる。家庭科廃止。

## アクセス
- わたらせ渓谷鐵道わたらせ渓谷線大間々駅 徒歩5分
- 上毛電気鉄道上毛線・東武桐生線赤城駅 徒歩15分

## 出身者
- 金子将太（プロ野球選手）